# Lijst van vlaggen van Colombiaanse gemeenten
Dit artikel bevat een lijst van vlaggen van Colombiaanse gemeenten, gesorteerd per departement. Colombia telt 1.123 gemeenten.

## Amazonas

El Encanto
La Chorrera
La Pedrera
La Victoria
Leticia
Mirití-Paraná
Puerto Alegría
Puerto Arica
Puerto Nariño
Puerto Santander
Tarapacá

## Antioquia

Abejorral
Abriaquí
Alejandría
Amagá
Amalfi
Andes
Angelópolis
Angostura
Anorí
Anzá
Apartadó
Arboletes
Argelia
Armenia
Barbosa
Bello
Belmira
Betania
Betulia
Briceño
Buriticá
Cáceres
Caicedo
Caldas
Campamento
Cañasgordas
Caracolí
Caramanta
Carepa
Carolina del Príncipe
Caucasia
Chigorodó
Cisneros
Ciudad Bolívar
Cocorná
Concepción
Concordia
Copacabana
Dabeiba
Donmatías
Ebéjico
El Bagre
El Carmen de Viboral
El Peñol
El Santuario
Entrerríos
Envigado
Fredonia
Frontino
Giraldo
Girardota
Gómez Plata
Granada
Guadalupe
Guarne
Guatapé
Heliconia
Hispania
Itagüí
Ituango
Jardín
Jericó
La Ceja
La Estrella
La Pintada
La Unión
Liborina
Maceo
Marinilla
Medellín
Montebello
Murindó
Mutatá
Nariño
Nechí
Necoclí
Olaya
Peque
Pueblorrico
Puerto Berrío
Puerto Nare
Puerto Triunfo
Remedios
Retiro
Rionegro
Sabanalarga
Sabaneta
Salgar
San Andrés de Cuerquia
San Carlos
San Francisco
San Jerónimo
San José de la Montaña
San Juan de Urabá
San Luis
San Pedro de los Milagros
San Pedro de Urabá
San Rafael
San Roque
Santa Bárbara
Santa Fe de Antioquia
Santa Rosa de Osos
Santo Domingo
San Vicente
Segovia
Sonsón
Sopetrán
Támesis
Tarazá
Tarso
Titiribí
Toledo
Turbo
Uramita
Urrao
Valdivia
Valparaíso
Vegachí
Venecia
Vigía del Fuerte
Yalí
Yarumal
Yolombó
Yondó
Zaragoza

## Arauca

Arauca
Arauquita
Cravo Norte
Fortul
Puerto Rondón
Saravena
Tame

## Atlántico

Baranoa
Barranquilla
Campo de la Cruz
Candelaria
Galapa
Juan de Acosta
Luruaco
Malambo
Manatí
Palmar de Varela
Piojó
Polonuevo
Ponedera
Puerto Colombia
Repelón
Sabanagrande
Sabanalarga
Santa Lucía
Santo Tomás
Soledad
Suan
Tubará
Usiacurí

## Bolívar

Achí
Altos del Rosario
Arenal
Arjona
Arroyohondo
Barranco de Loba
Brazuelo de Papayal
Calamar
Cantagallo
Cartagena
Cicuco
Clemencia
Córdoba
El Carmen de Bolívar
El Guamo
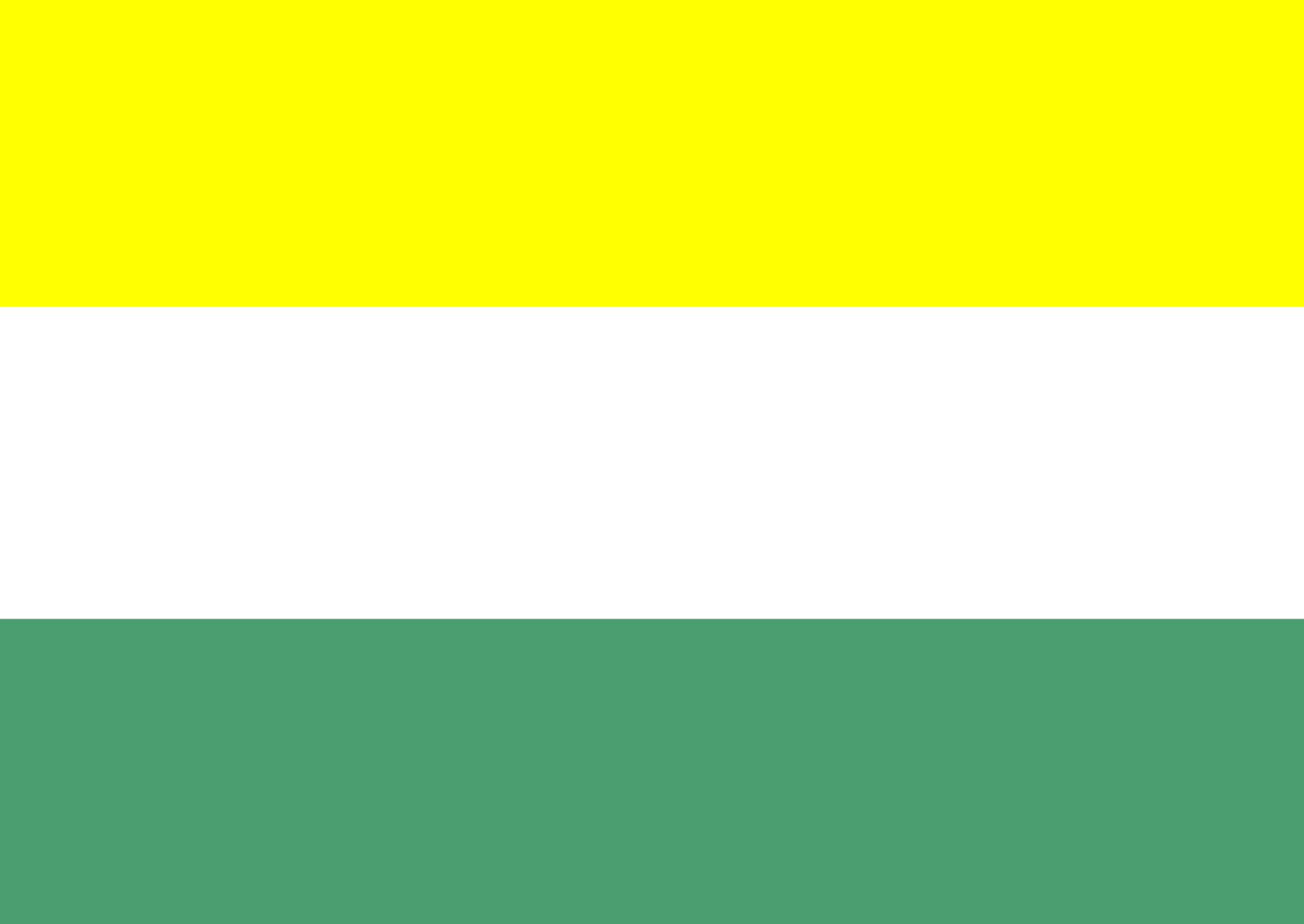
El Peñón
Hatillo de Loba
Magangué
Mahates
Margarita
María La Baja
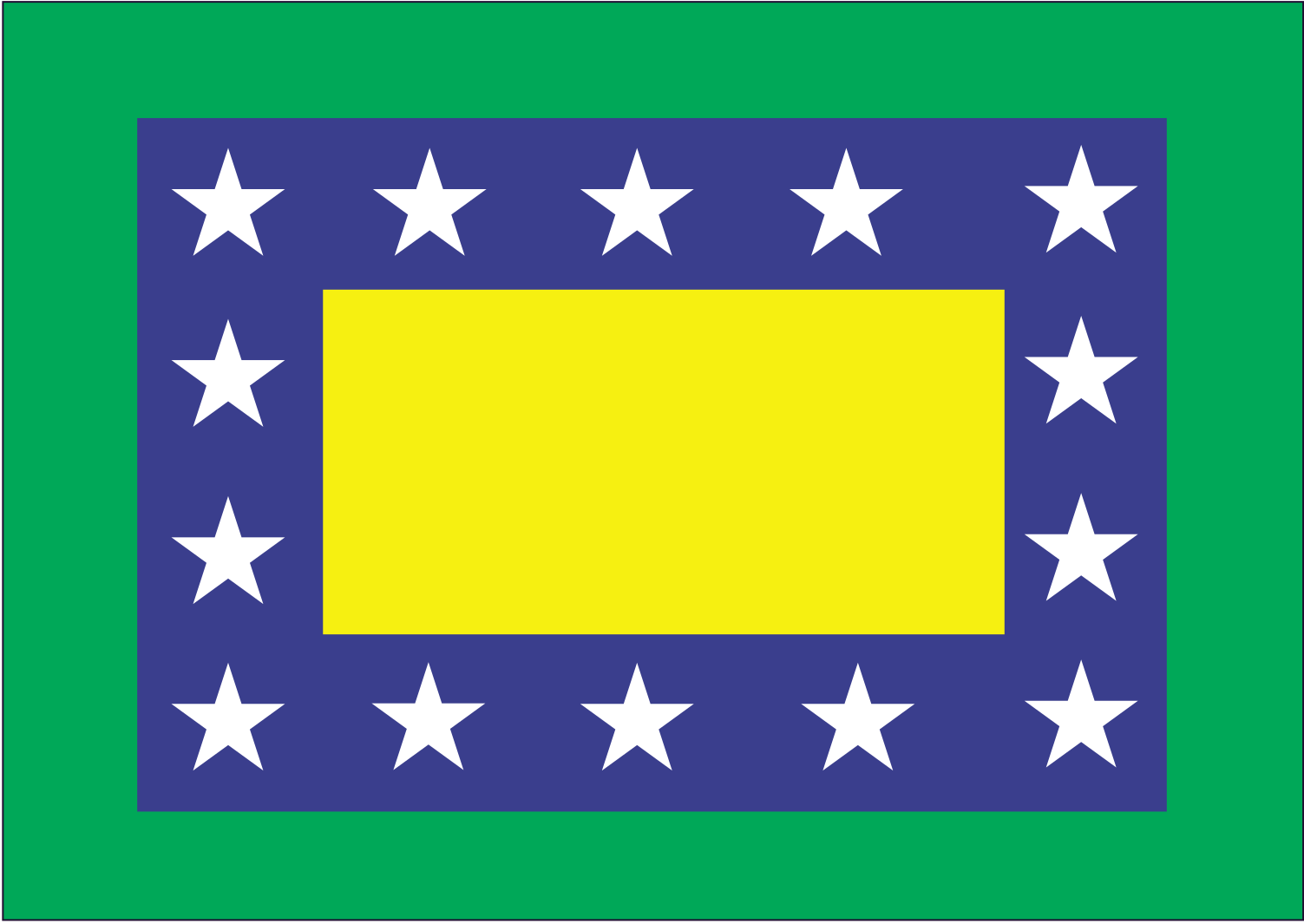
Montecristo
Morales
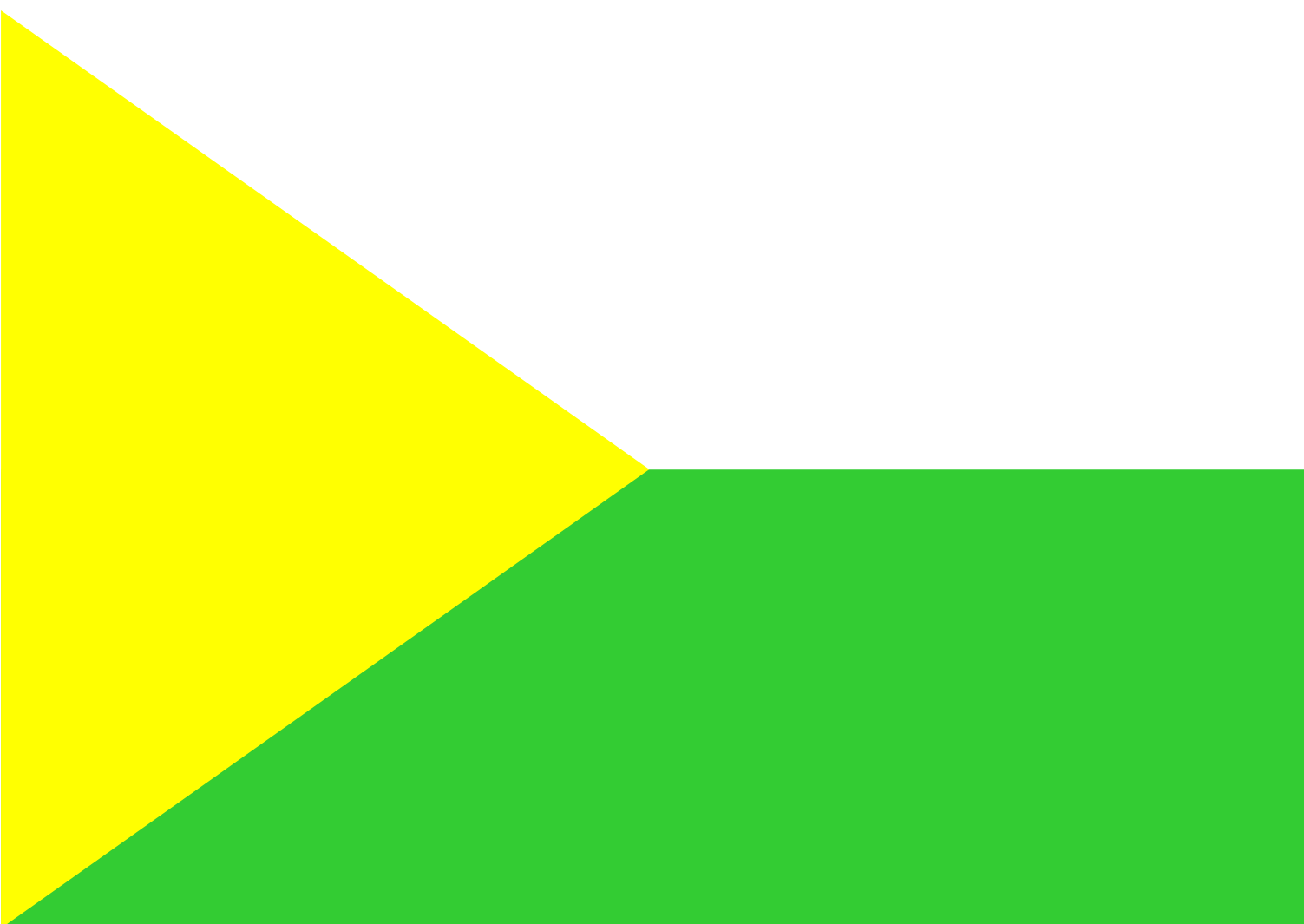
Norosí
Pinillos
Regidor
Río Viejo
San Cristóbal
San Estanislao
San Fernando
San Jacinto
San Jacinto del Cauca
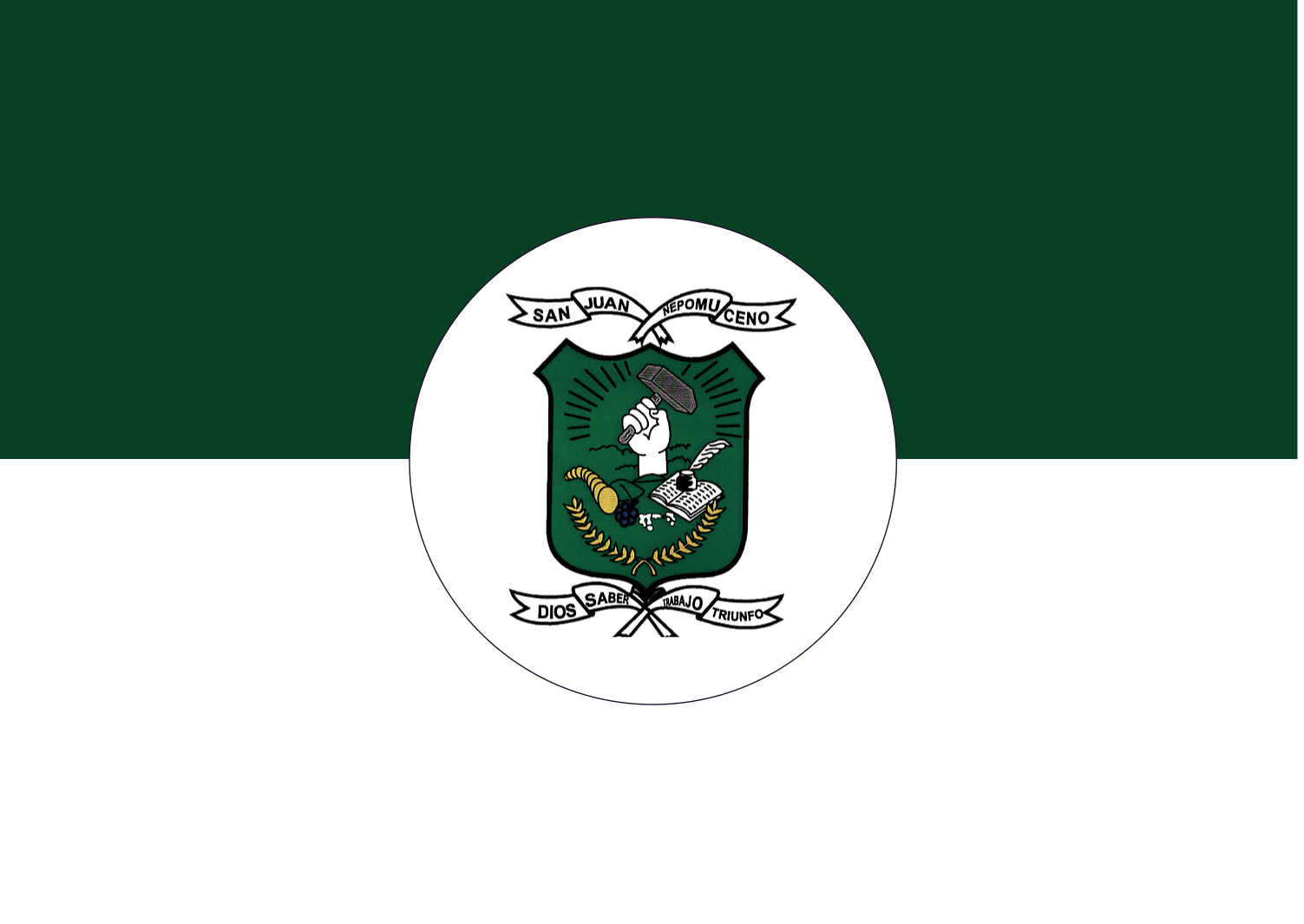
San Juan Nepomuceno
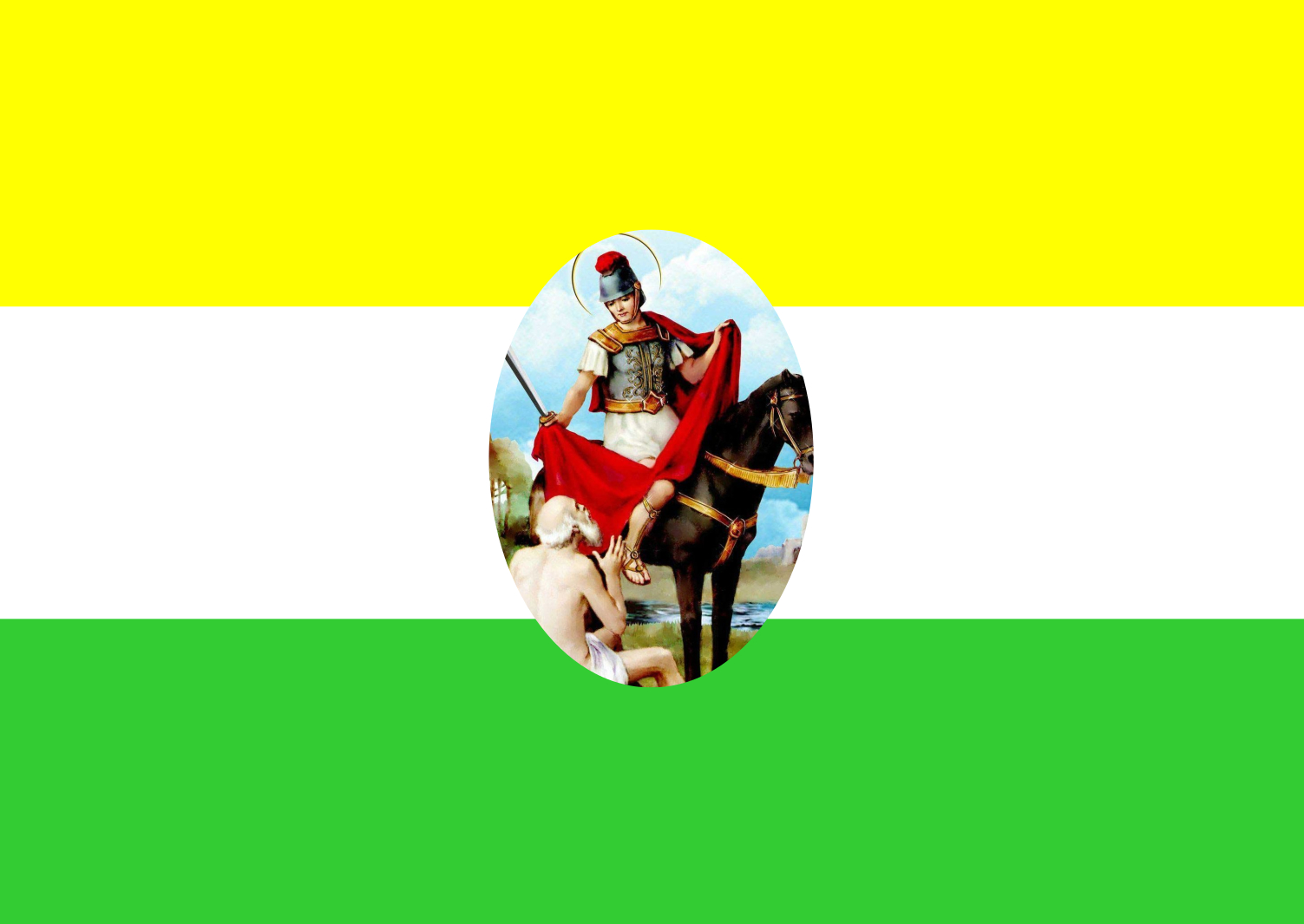
San Martín de Loba
San Pablo
Santa Catalina
Santa Cruz de Mompox
Santa Rosa
Santa Rosa del Sur
Simití
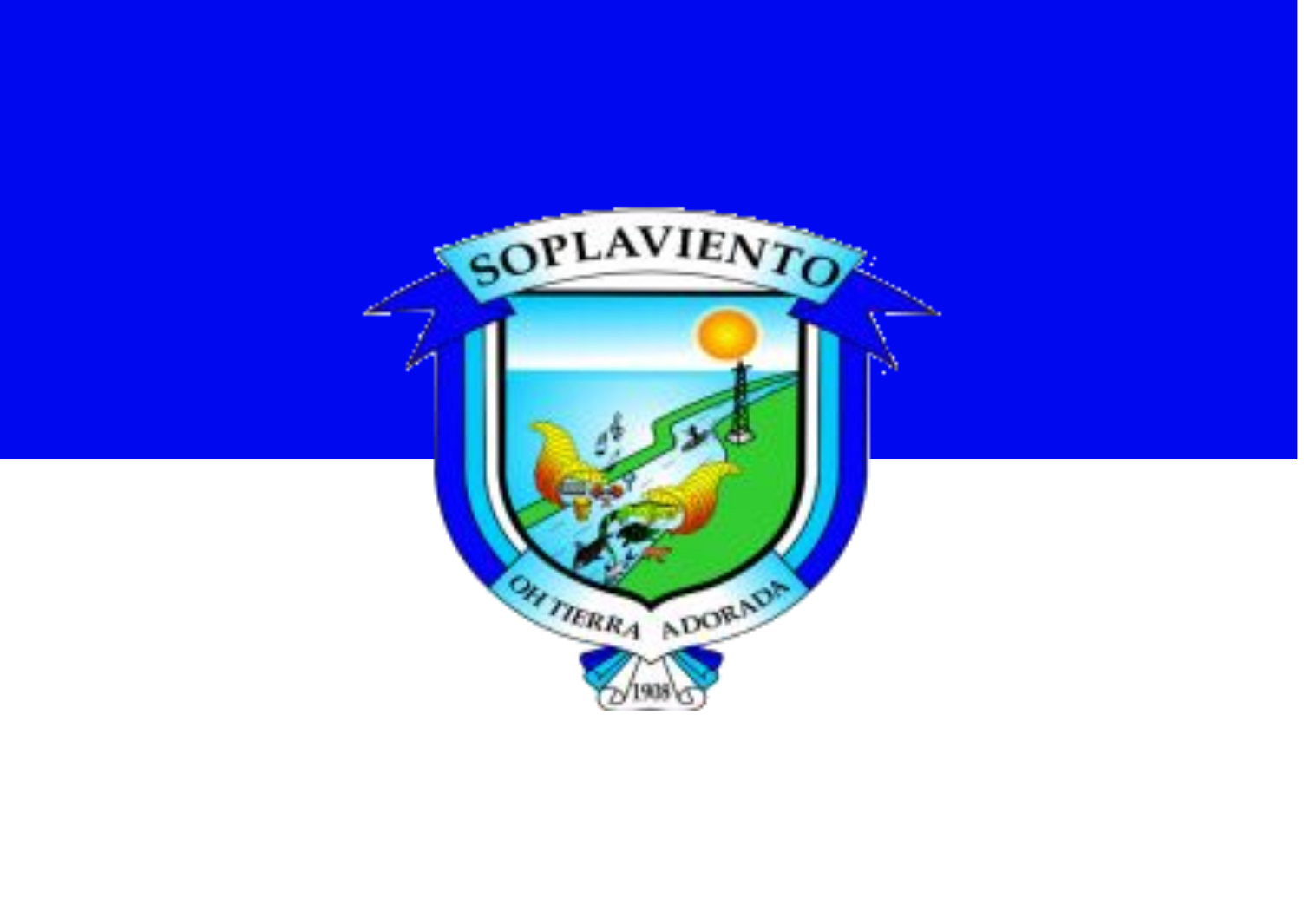
Soplaviento
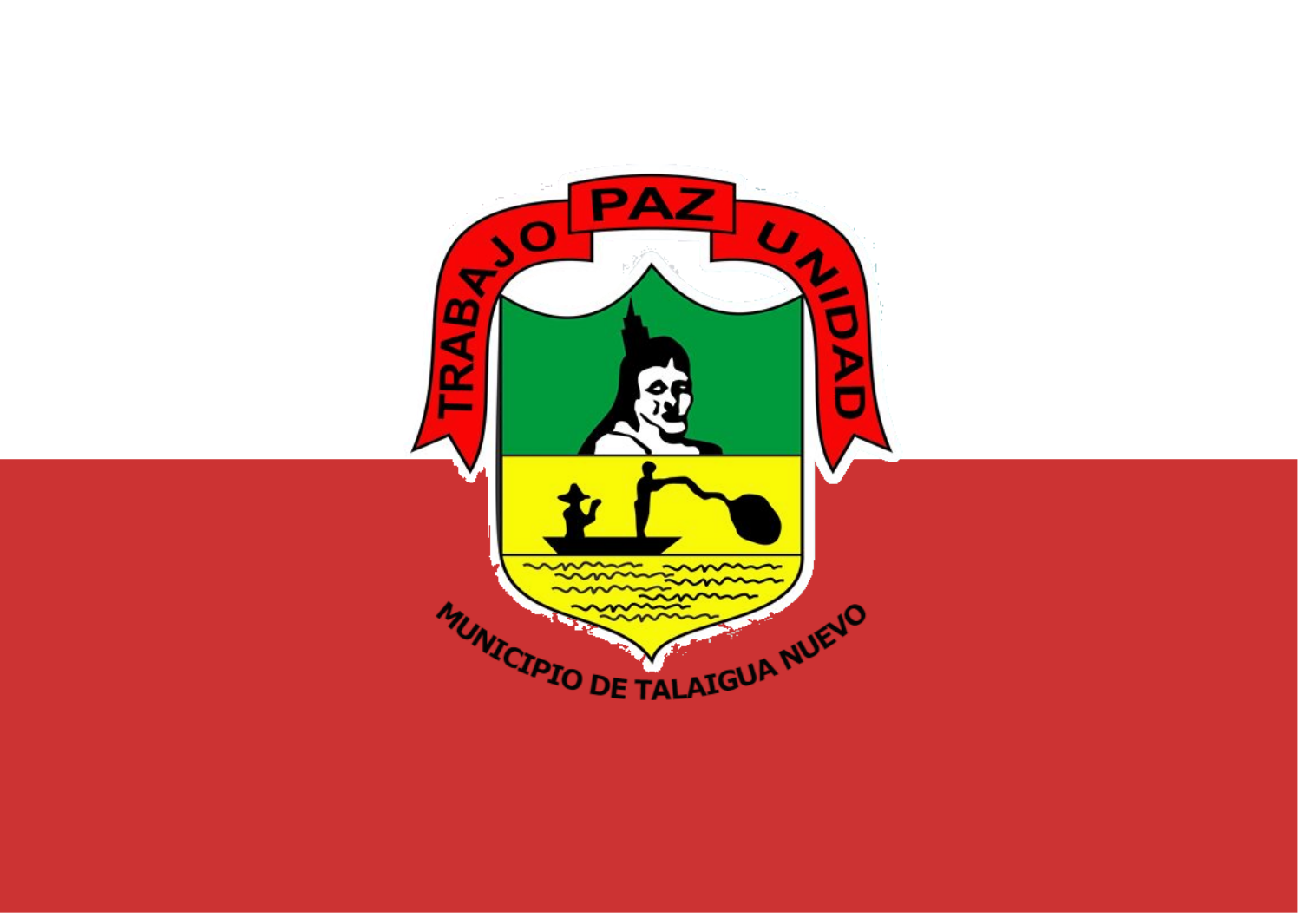
Talaigua Nuevo
Tiquisio
Turbaco
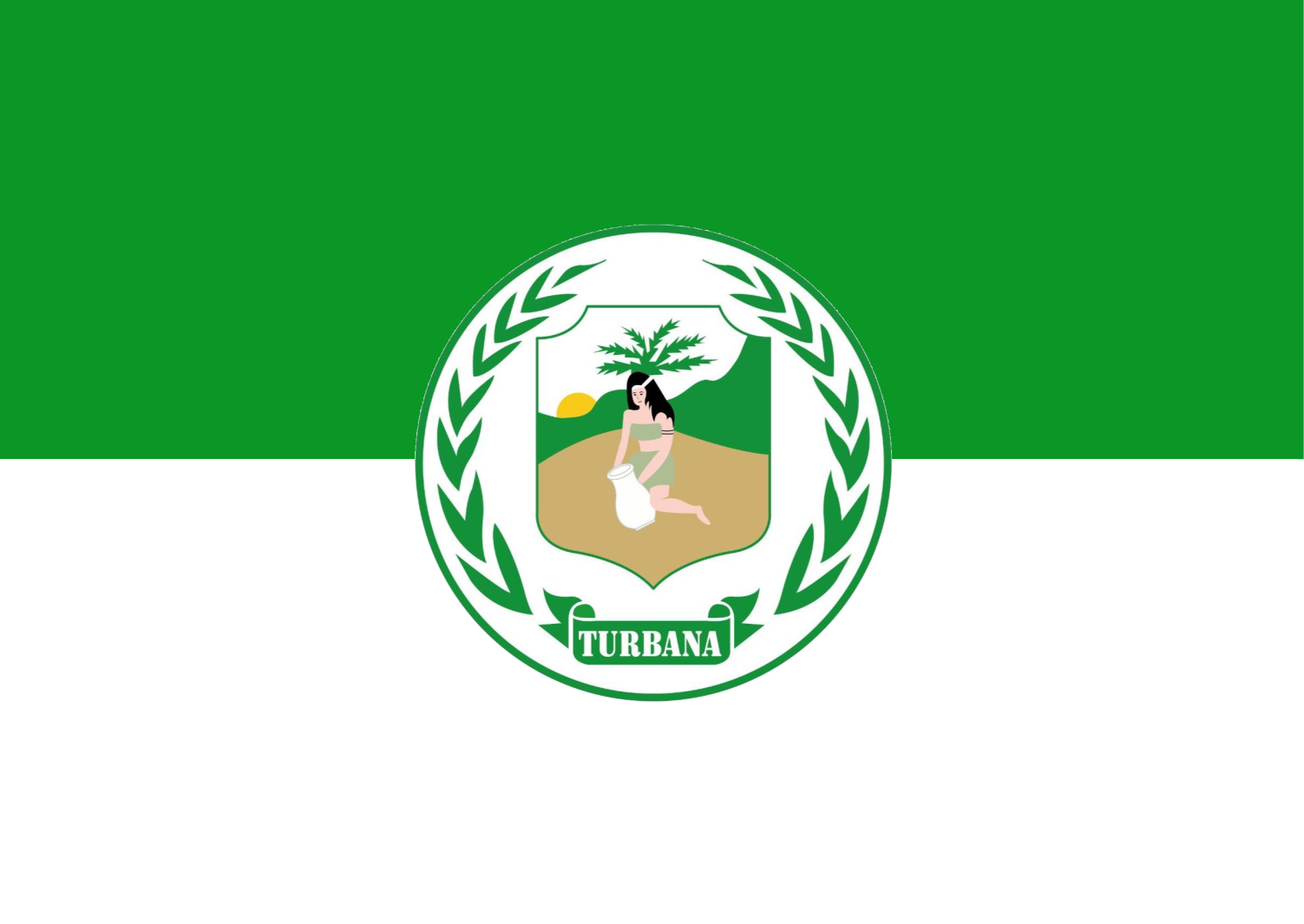
Turbaná
Villanueva
Zambrano

## Boyacá

Almeida
Aquitania
Arcabuco
Belén
Berbeo
Betéitiva
Boavita
Boyacá
Briceño
Buenavista
Busbanzá
Caldas
Campohermoso
Cerinza
Chinavita
Chiquinquirá
Chíquiza
Chiscas
Chita
Chitaraque
Chivatá
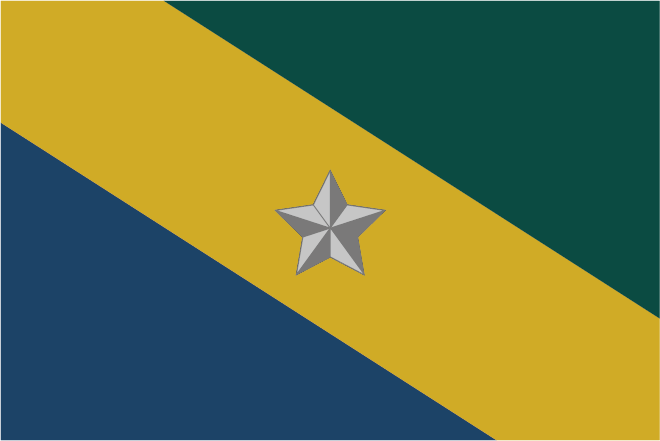
Chivor
Ciénega
Cómbita
Coper
Corrales
Covarachía
Cubará
Cucaita
Cuítiva
Duitama
El Cocuy
El Espino
Firavitoba
Floresta
Gachantivá
Gámeza
Garagoa
Guacamayas
Guateque
Guayatá
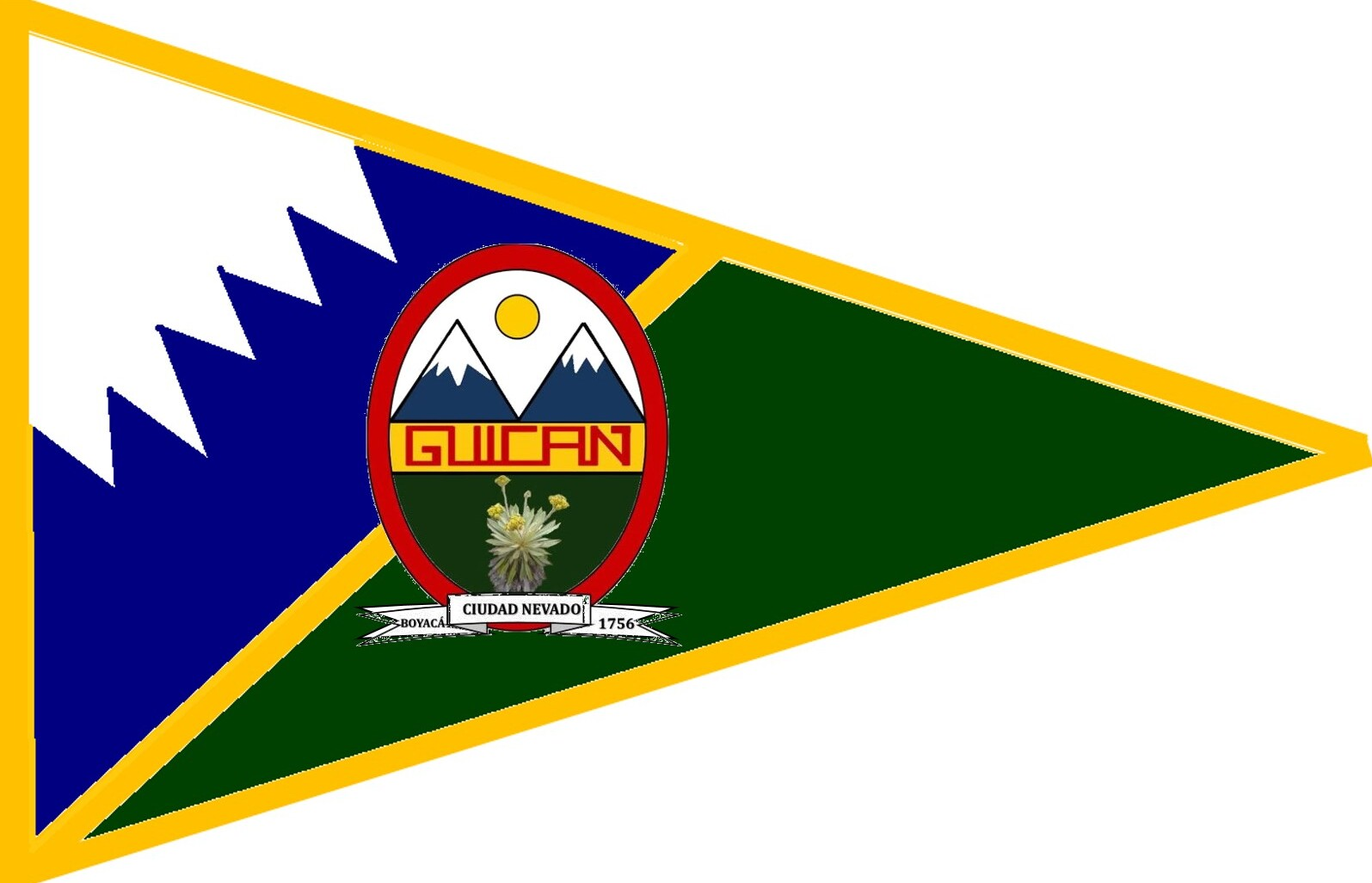
Güicán
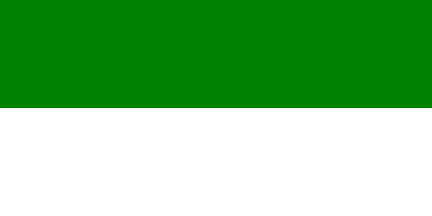
Iza
Jenesano
Jericó
La Capilla
La Uvita
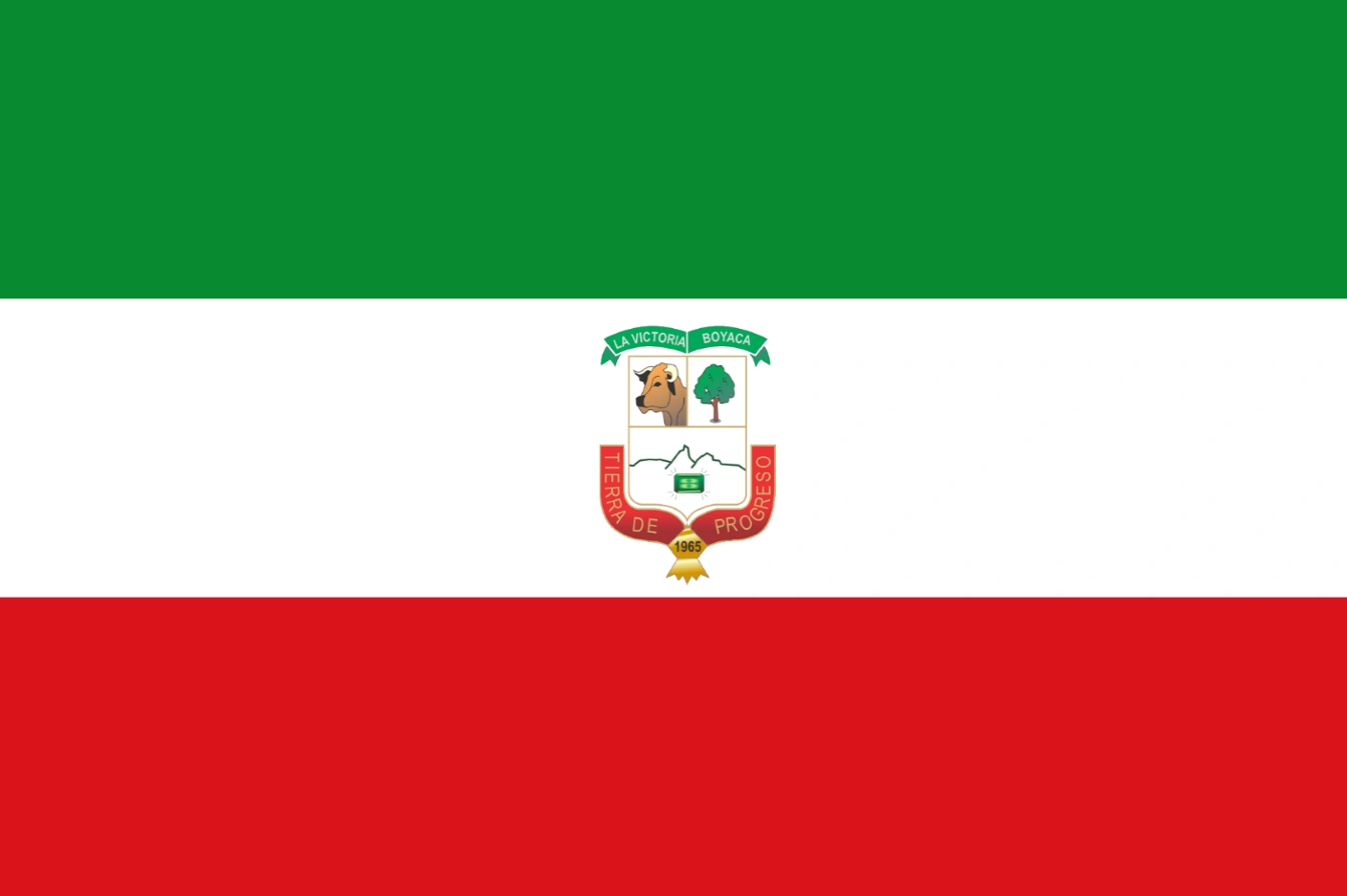
La Victoria
Labranzagrande
Macanal
Maripí
Miraflores
Mongua
Monguí
Moniquirá
Motavita
Muzo
Nobsa
Nuevo Colón
Oicatá
Otanche
Pachavita
Páez
Paipa
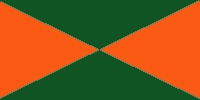
Pajarito
Panqueba
Pauna
Paya
Paz de Río
Pesca
Pisba
Puerto Boyacá
Quípama
Ramiriquí
Ráquira
Rondón
Saboyá
Sáchica
Samacá
San Eduardo
San José de Pare
San Luis de Gaceno
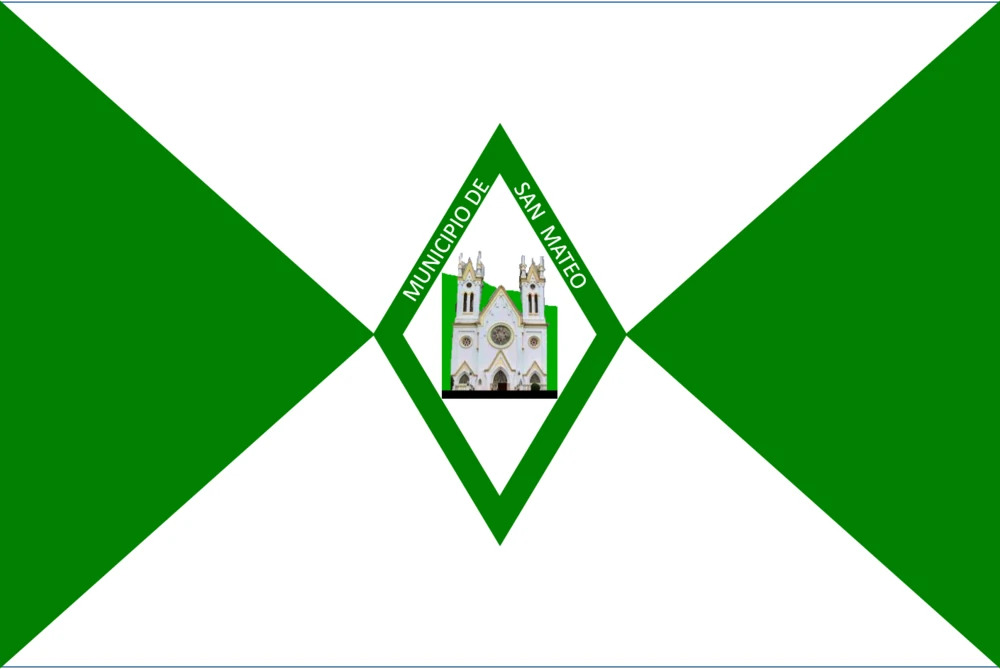
San Mateo
San Miguel de Sema
San Pablo de Borbur
Santa María
Santa Rosa de Viterbo
Santa Sofía
Santana
Sativanorte
Sativasur
Siachoque
Soatá
Socha
Socotá
Sogamoso
Somondoco
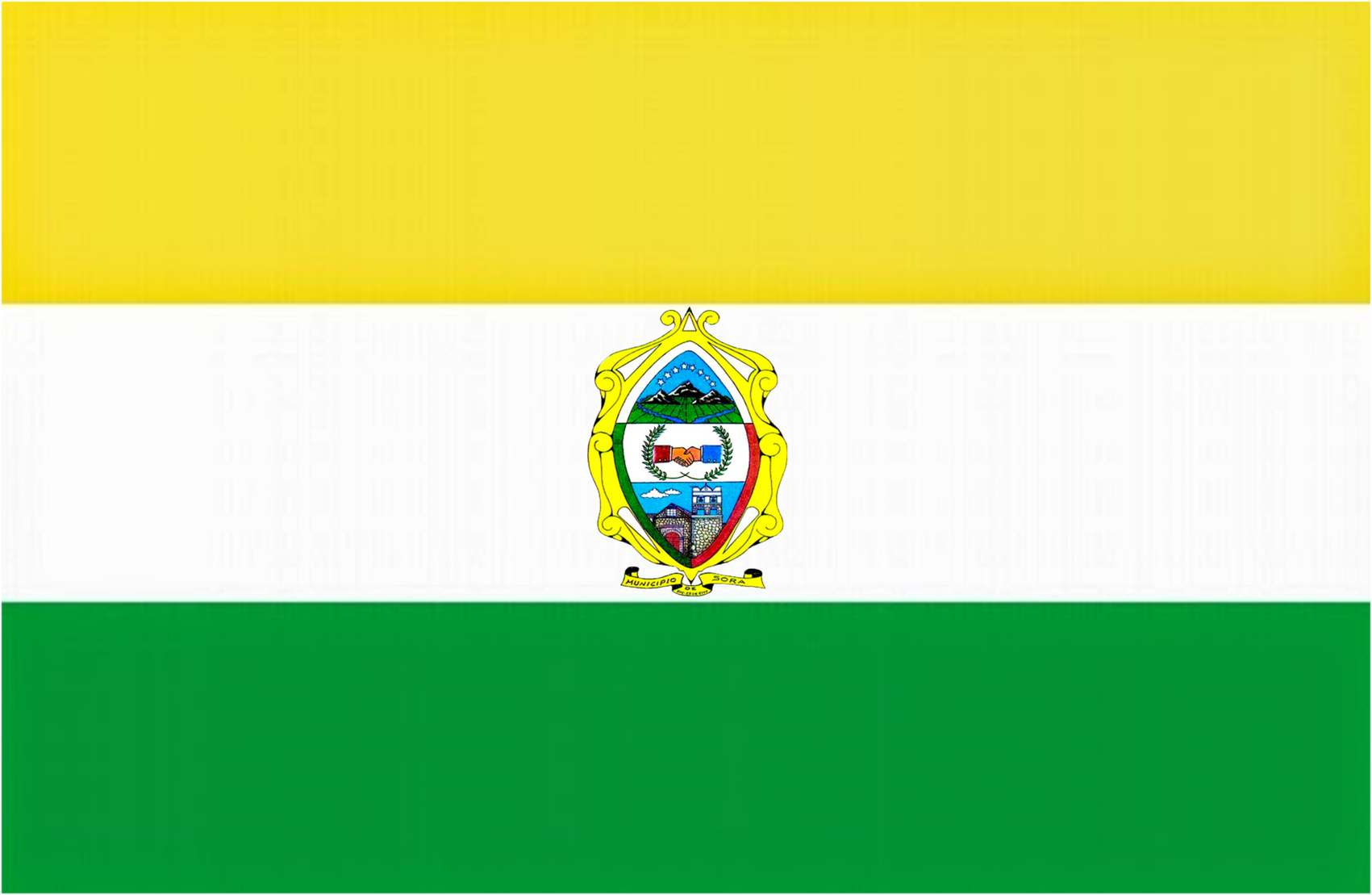
Sora
Soracá
Sotaquirá
Susacón
Sutamarchán
Sutatenza
Tasco
Tenza
Tibaná
Tibasosa
Tinjacá
Tipacoque
Toca
Togüí
Tópaga
Tota
Tunja
Tununguá
Turmequé
Tuta
Tutazá
Umbita
Ventaquemada
Villa de Leyva
Viracachá
Zetaquira

## Caldas

Aguadas
Anserma
Aranzazu
Belalcázar
Chinchiná
Filadelfia
La Dorada
La Merced
Manizales
Manzanares
Marmato
Marquetalia
Marulanda
Neira
Norcasia
Pácora
Palestina
Pensilvania
Riosucio
Risaralda
Salamina
Samaná
San José
Supía
Victoria
Villamaría
Viterbo

## Caquetá

Albania
Belén de los Andaquies
Cartagena del Chairá
Currillo
El Doncello
El Paujil
Florencia
La Montañita
Puerto Milán
Morelia
Puerto Rico
San José del Fragua
San Vicente del Caguán
Solano
Solita
Valparaíso

## Casanare

Aguazul
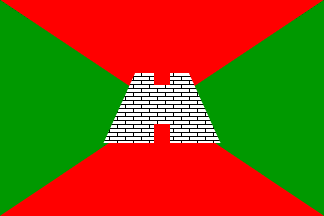
Chameza
Hato Corozal
La Salina
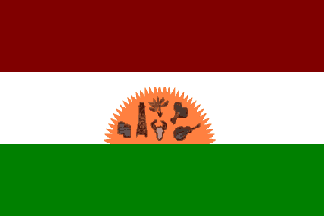
Maní
Monterrey
Nunchía
Orocué
Paz de Ariporo
Pore
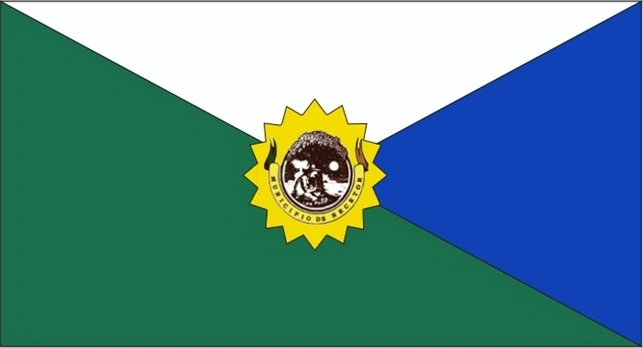
Recetor
Sabanalarga
Sácama
San Luis de Palenque
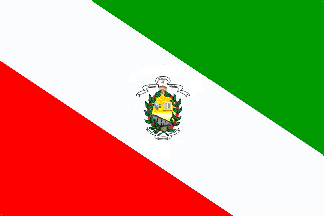
Támara
Tauramena
Trinidad
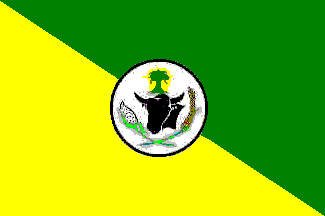
Villanueva
Yopal

## Cauca

Almaguer
Argelia
Balboa
Bolívar
Buenos Aires
Cajibío
Caldono
Caloto
Corinto
El Tambo
Florencia
Guachené
Guapi
Inzá
Jambaló
La Sierra
La Vega
López
Mercaderes
Miranda
Morales
Padilla
Páez
Patía
Piamonte
Piendamó
Popayán
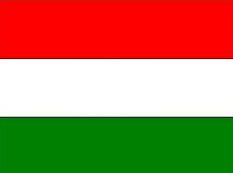
Puerto Tejada
Puracé
Rosas
San Sebastián
Santander de Quilichao
Santa Rosa
Silvia
Sotará
Suárez
Sucre
Timbío
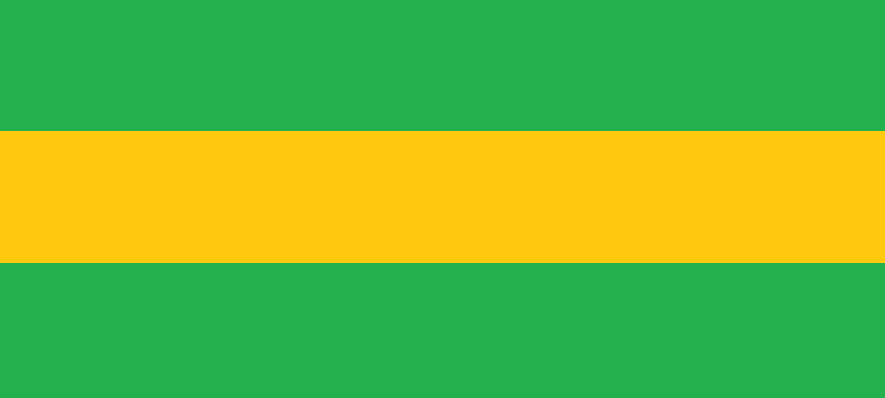
Timbiquí
Toribio
Totoró
Villa Rica

## Cesar

Aguachica
Agustín Codazzi
Astrea
Becerril
Bosconia
Chimichagua
Chiriguaná
Curumaní
El Copey
El Paso
Gamarra
González
La Gloria
La Jagua de Ibirico
La Paz Robles
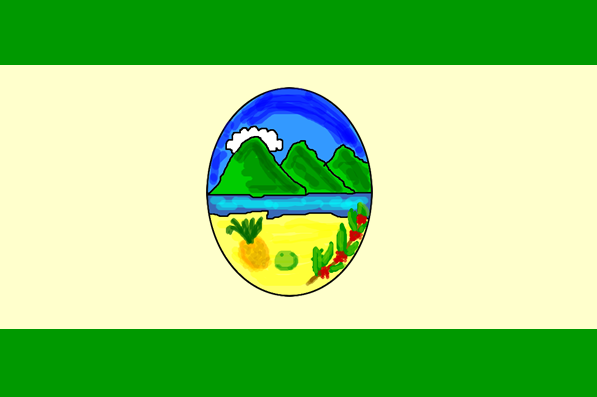
Manaure
Pailitas
Pelaya
Pueblo Bello
Río de Oro
San Alberto
San Diego
San Martín
Tamalameque
Valledupar

## Chocó

Acandí
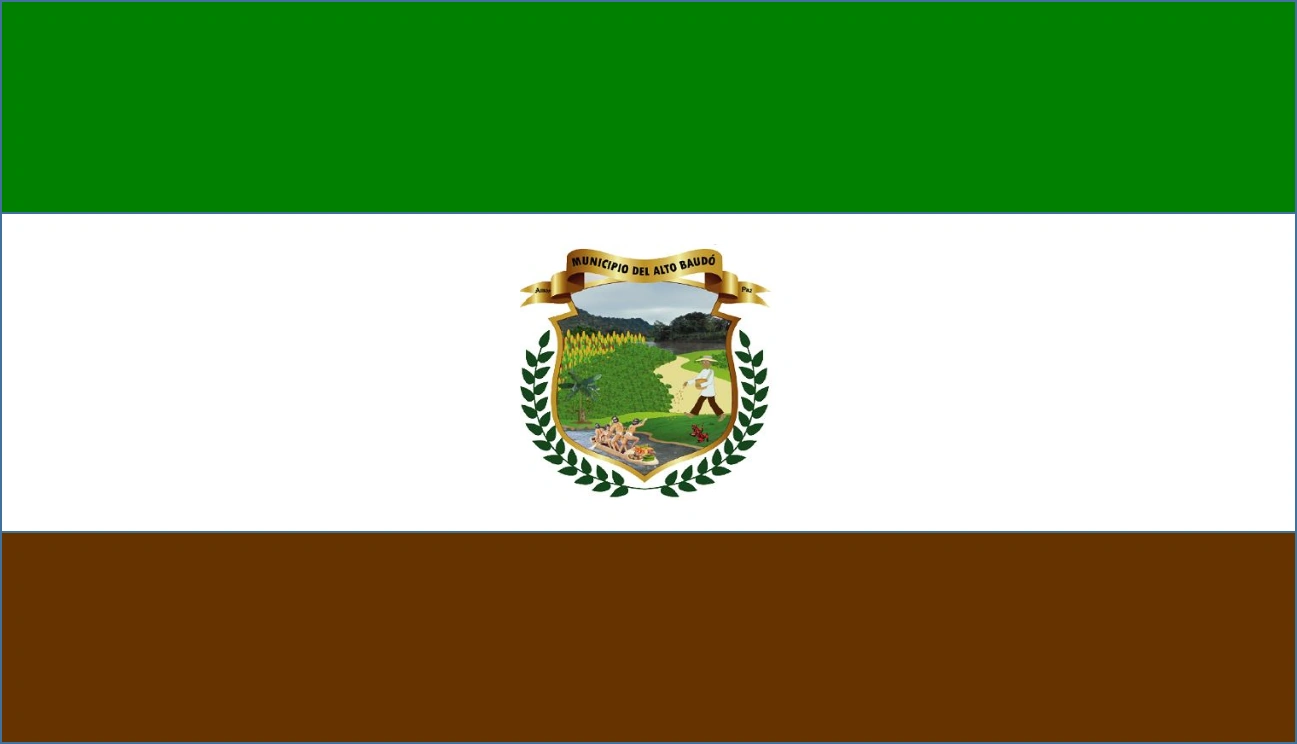
Alto Baudo
Atrato
Bagadó
Bahía Solano
Bajo Baudó
Bojayá
Cértegui
Condoto
El Cantón del San Pablo
El Carmen de Atrato
El Carmen del Darién
Istmina
Juradó
Litoral del San Juan
Lloró
Medio Atrato
Medio Baudó
Medio San Juan
Nóvita
Nuquí
Quibdó
Río Iró
Río Quito
Riosucio
San José del Palmar
Sipí
Tadó
Unguía
Unión Panamericana

## Córdoba

Ayapel
Buenavista
Canalete
Cereté
Chimá
Chinú
Ciénaga de Oro
Cotorra
La Apartada
Los Córdobas
Momil
Moñitos
Montelíbano
Montería
Planeta Rica
Pueblo Nuevo
Puerto Escondido
Puerto Libertador
Purísima
Sahagún
San Andrés de Sotavento
San Antero
San Bernardo del Viento
San Carlos
San José de Uré
San Pelayo
Santa Cruz de Lorica
Tierralta
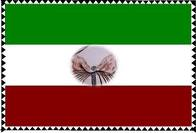
Tuchín
Valencia

## Cundinamarca

Agua de Dios
Albán
Anapoima
Anolaima
Apulo
Arbeláez
Beltrán
Bituima
Bojacá
Cabrera
Cachipay
Cajicá
Caparrapí
Cáqueza
Carmen de Carupa
Chaguaní
Chía
Chipaque
Choachí
Chocontá
Cogua
Cota
Cucunubá
El Colegio
El Peñón
El Rosal
Facatativá
Fómeque
Fosca
Funza
Fúquene
Fusagasugá
Gachalá
Gachancipá
Gachetá
Gama
Girardot
Granada
Guachetá
Guaduas
Guasca
Guataquí
Guatavita
Guayabal de Siquima
Guayabetal
Gutiérrez
Jerusalén
Junín
La Calera
La Mesa
La Palma
La Peña
La Vega
Lenguazaque
Machetá
Madrid
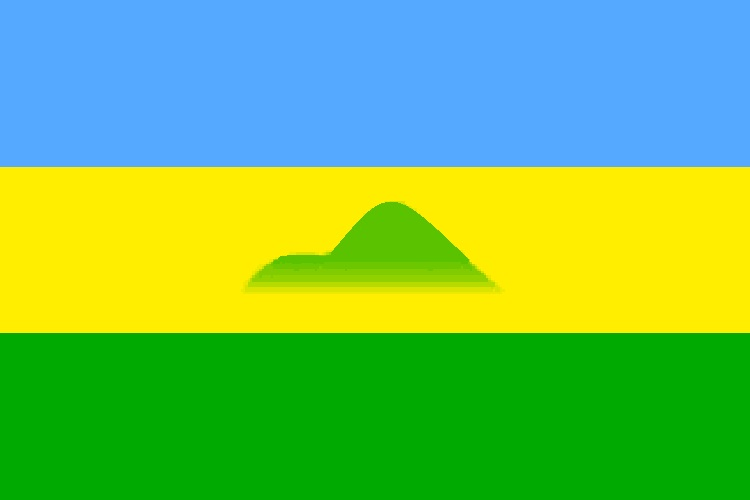
Manta
Medina
Mosquera
Nariño
Nemocón
Nilo
Nimaima
Nocaima
Pacho
Paime
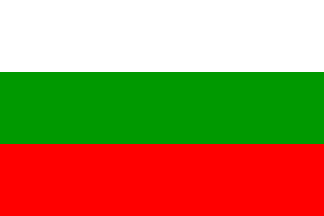
Pandi
Paratebueno
Pasca
Puerto Salgar
Pulí
Quebradanegra
Quétame
Quipile
Ricaurte
San Antonio del Tequendama
San Bernardo
San Cayetano
San Francisco de Sales
San Juan de Rioseco
Sasaima
Sesquilé
Sibaté
Silvania
Simijaca
Soacha
Sopó
Subachoque
Suesca
Supatá
Susa
Sutatausa
Tabio
Tausa
Tena
Tenjo
Tibacuy
Tibirita
Tocaima
Tocancipá
Topaipí
Ubalá
Ubaque
Ubaté
Une
Útica
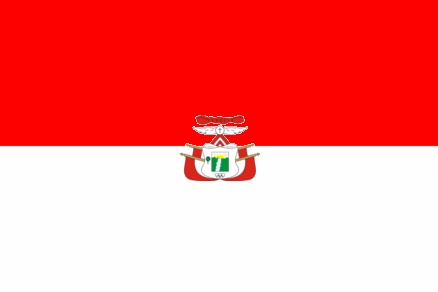
Venecia
Vergara
Vianí
Villagómez
Villapinzón
Villeta
Viotá
Yacopí
Zipacón
Zipaquirá

## Guainía

Barranco Minas
Cacahual
Inírida
La Guadalupe
Mapiripana
Morichal
Pana Pana
Puerto Colombia
San Felipe

## Guaviare

Calamar
El Retorno
Miraflores
San José del Guaviare

## Huila

Acevedo
Agrado
Aipe
Algeciras
Altamira
Baraya
Campoalegre
Colombia
Elías
Garzón
Gigante
Guadalupe
Hobo
Iquira
Isnos
La Argentina
La Plata
Nátaga
Neiva
Oporapa
Paicol
Palermo
Palestina
Pital
Pitalito
Rivera
Saladoblanco
San Agustín
Santa María
Suaza
Tarqui
Tello
Teruel
Tesalia
Timaná
Villavieja
Yaguará

## La Guajira

Albania
Barrancas
Dibulla
Distracción
El Molino
Fonseca
Hatonuevo
La Jagua del Pilar
Maicao
Manaure
Riohacha
San Juan del Cesar
Uribia
Urumita
Villanueva

## Magdalena

Algarrobo
Aracataca
Ariguaní
Cerro San Antonio
Chibolo
Ciénaga
Concordia
El Banco
El Piñón
El Retén
Fundación
Guamal
Nueva Granada
Pedraza
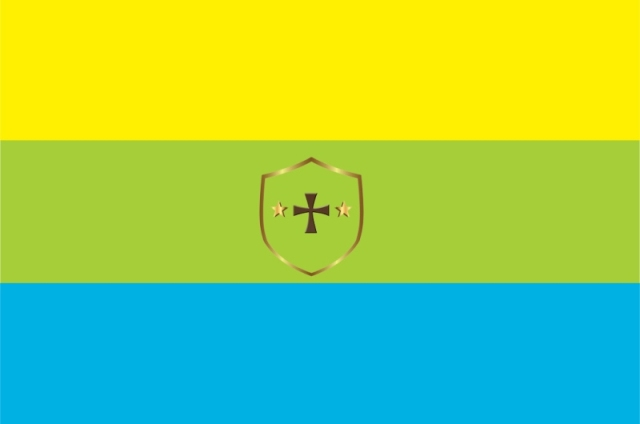
Pijiño del Carmen
Pivijay
Plato
Puebloviejo
Remolino
Sabanas de San Ángel
Salamina
San Sebastián de Buenavista
San Zenón
Santa Ana
Santa Bárbara de Pinto
Santa Marta
Sitionuevo
Tenerife
Zapayán
Zona Bananera

## Meta

Acacías
Barranca de Upía
Cabuyaro
Castilla la Nueva
Cubarral
Cumaral
El Calvario
El Castillo
El Dorado
Fuente de Oro
Granada
Guamal
La Macarena
Lejanías
Mapiripán
Mesetas
Puerto Concordia
Puerto Gaitán
Puerto Lleras
Puerto López
Puerto Rico
Restrepo
San Carlos de Guaroa
San Juan de Arama
San Juanito
San Martín
Uribe
Villavicencio
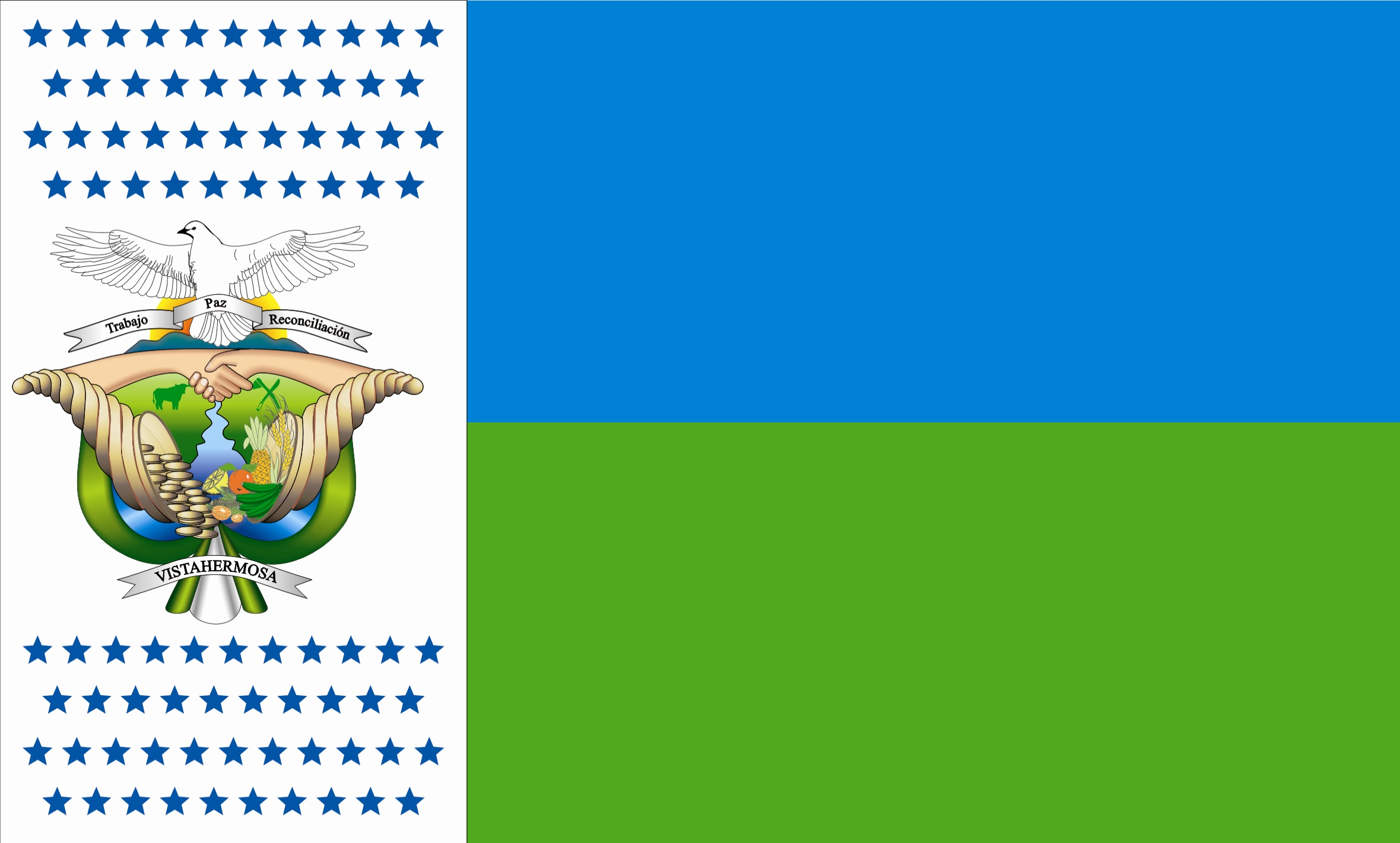
Vista Hermosa

## Nariño

Albán
Aldana
Ancuyá
Arboleda
Barbacoas
Belén
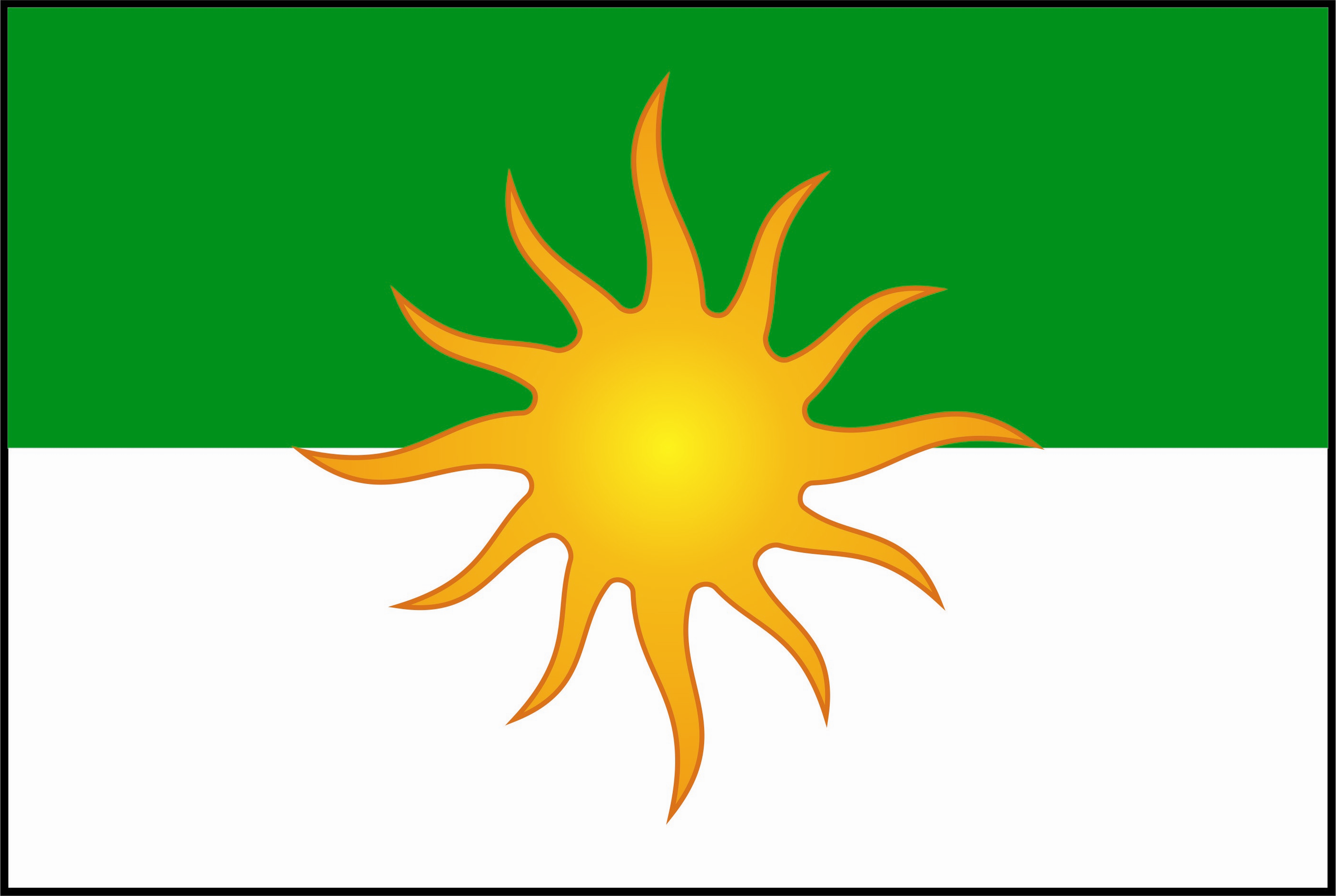
Buesaco
Chachagüí
Colón
Consacá
Contadero
Córdoba
Cuaspud
Cumbal
Cumbitara
El Charco
El Peñol
El Rosario
El Tablón de Gómez
El Tambo
Francisco Pizarro
Funes
Guachucal
Guaitarilla
Gualmatán
Iles
Imués
Ipiales
La Cruz
La Florida
La Llanada
La Tola
La Unión
Leiva
Linares
Los Andes
Magüi
Mallama
Mosquera
Nariño
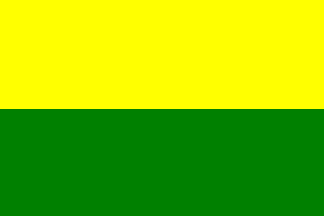
Olaya Herrera
Ospina
Pasto
Policarpa
Potosí
Providencia
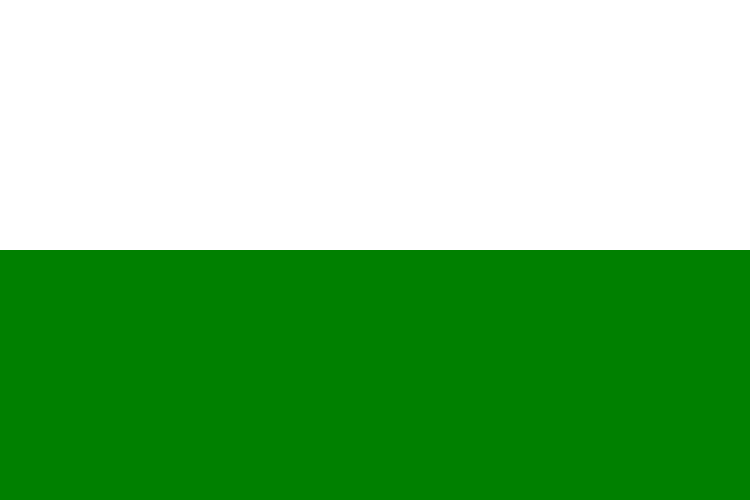
Puerres
Pupiales
Ricaurte
Roberto Payán
Samaniego
San Bernardo
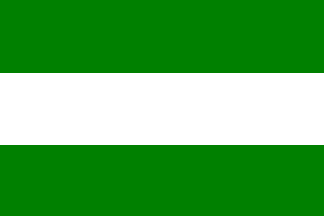
San Lorenzo
San Pablo
San Pedro de Cartago
Sandoná
Santa Bárbara
Santacruz
Sapuyes
Taminango
Tangua
Tumaco
Túquerres
Yacuanquer

## Norte de Santander

Abrego
Arboledas
Bochalema
Bucarasica
Cáchira
Cácota
Chinácota
Chitagá
Convención
Cúcuta
Cucutilla
Durania
El Carmen
El Tarra
El Zulia
Gramalote
Hacarí
Herrán
La Esperanza
La Playa
Labateca
Los Patios
Lourdes
Mutiscua
Ocaña
Pamplona
Pamplonita
Puerto Santander
Ragonvalia
Salazar de las Palmas
San Calixto
San Cayetano
Santiago
Sardinata
Silos
Teorama
Tibú
Toledo
Villa Caro
Villa del Rosario

## Putumayo

Colón
Mocoa
Orito
Puerto Asís
Puerto Caycedo
Puerto Guzmán
Puerto Leguízamo
San Francisco
San Miguel
Santiago
Sibundoy
Valle del Guamuez
Villagarzón

## Quindío

Armenia
Buenavista
Calarcá
Circasia
Córdoba
Filandia
Génova
La Tebaida
Montenegro
Pijao
Quimbaya
Salento

## Risaralda

Apía
Balboa
Belén de Umbría
Dosquebradas
Guática
La Celia
La Virginia
Marsella
Mistrató
Pereira
Pueblo Rico
Quinchía
Santa Rosa de Cabal
Santuario

## San Andrés en Providencia

Providencia
San Andrés

## Santander

Aguada
Albania
Aratoca
Barbosa
Barichara
Barrancabermeja
Betulia
Bolívar
Bucaramanga
Cabrera
California
Capitanejo
Carcasí
Cepitá
Cerrito
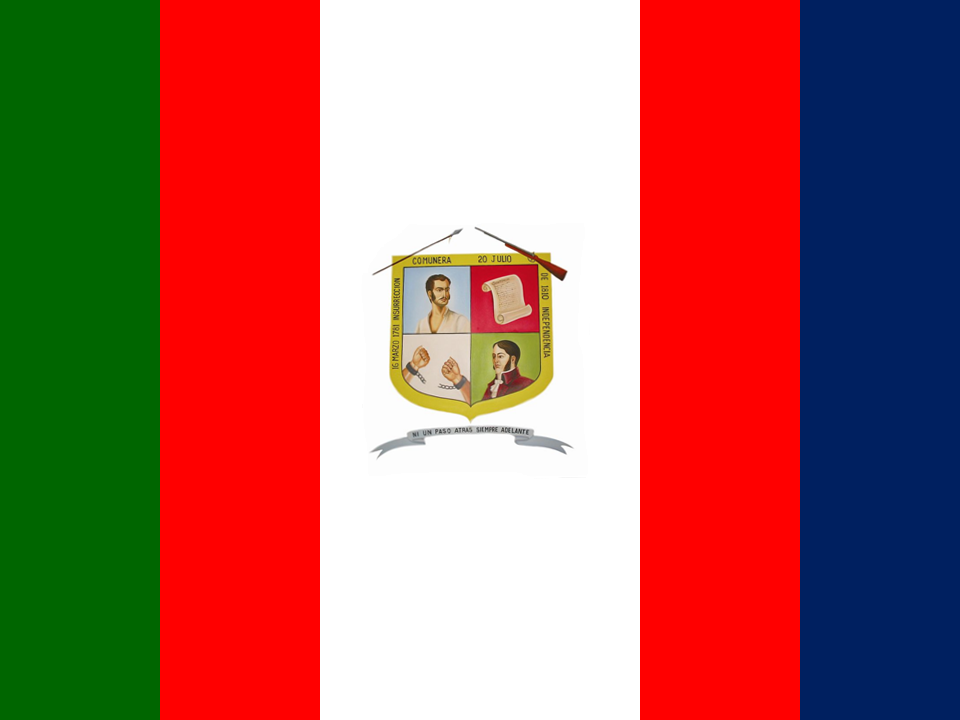
Charalá
Charta
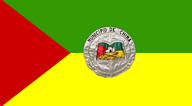
Chima
Chipatá
Cimitarra
Concepción
Confines
Contratación
Coromoro
Curití
El Carmen de Chucurí
El Guacamayo
El Peñón
El Playón
Encino
Enciso
Florián
Floridablanca
Galán
Gámbita
Girón
Guaca
Guadalupe
Guapotá
Guavatá
Güepsa
Hato
Jesús María
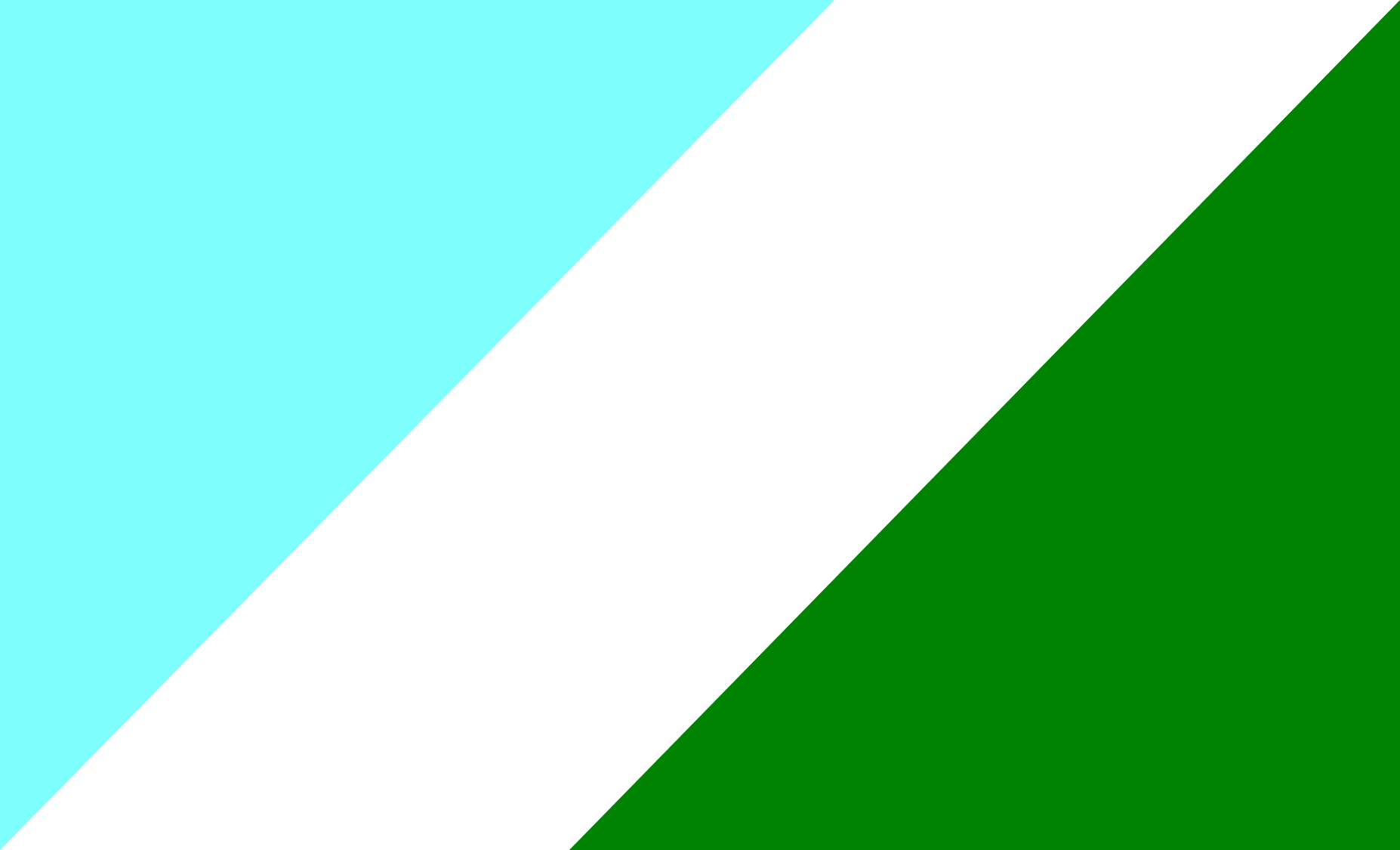
Jordán
La Belleza
La Paz
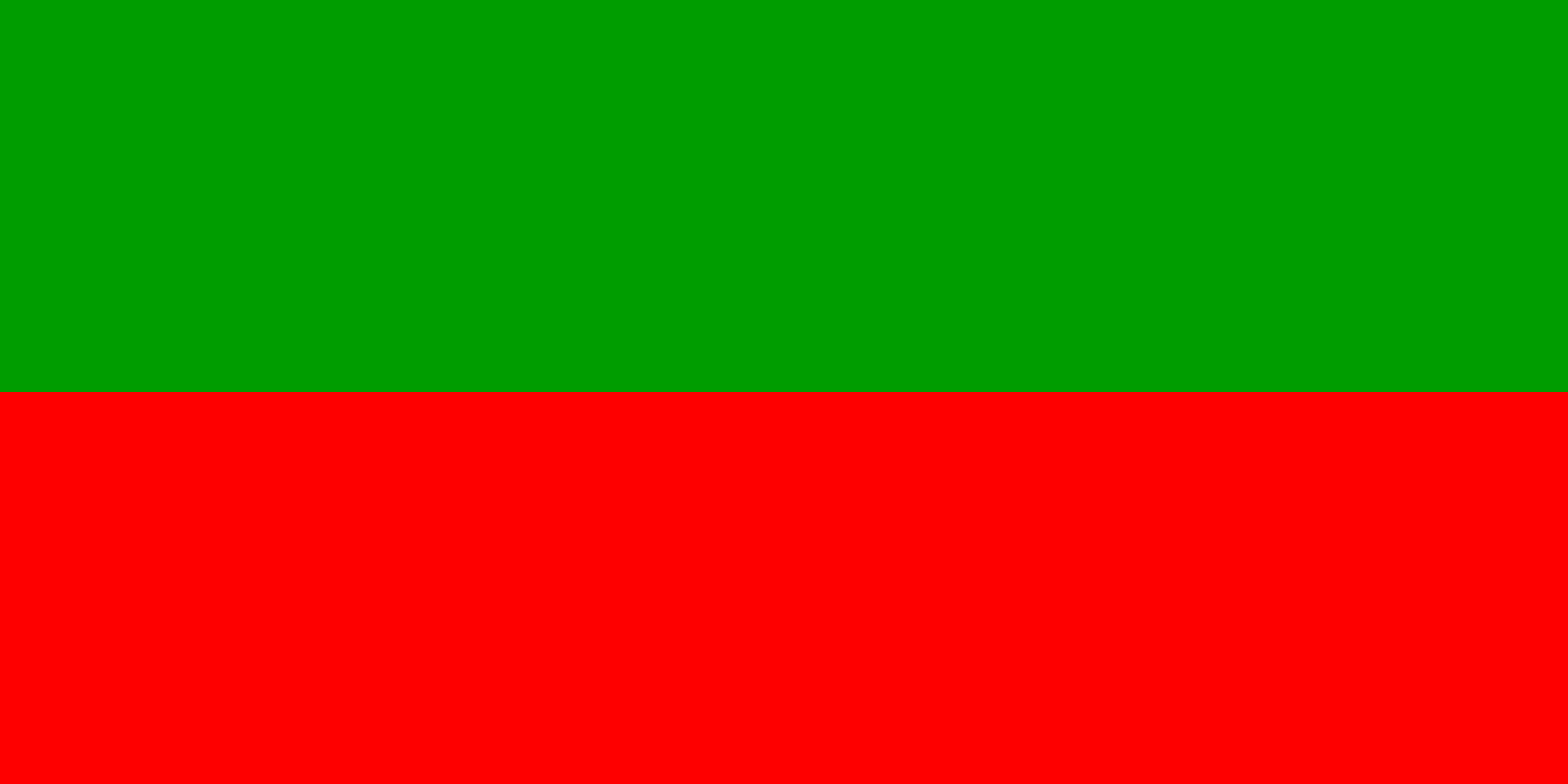
Landázuri
Lebrija
Los Santos
Macaravita
Málaga
Matanza
Mogotes
Molagavita
Ocamonte
Oiba
Onzaga
Palmar
Palmas del Socorro
Páramo
Piedecuesta
Pinchote
Puente Nacional
Puerto Parra
Puerto Wilches
Rionegro
Sabana de Torres
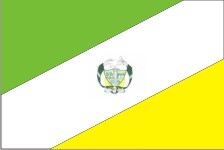
San Andrés
San Benito
San Gil
San Joaquín
San José de Miranda
San Miguel
San Vicente de Chucurí
Santa Bárbara
Santa Helena del Opón
Simacota
Socorro
Suaita
Sucre
Suratá
Tona
Valle de San José
Vélez
Vetas
Villanueva
Zapatoca

## Sucre

Buenavista
Caimito
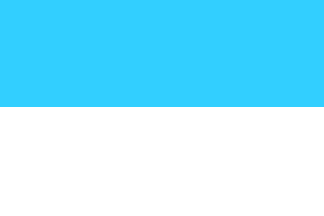
Chalán
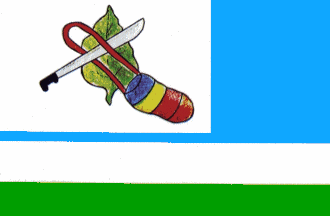
Colosó
Corozal
Coveñas
El Roble
Galeras
Guaranda
La Unión
Los Palmitos
Majagual
Morroa
Ovejas
Palmito
Sampués
San Benito Abad
San Juan Betulia
San Luis de Sincé
San Marcos
San Onofre
San Pedro
Santiago de Tolú
Sincelejo
Sucre
Tolú Viejo

## Tolima

Alpujarra
Alvarado
Ambalema
Anzoátegui
Armero
Ataco
Cajamarca
Carmen de Apicalá
Casabianca
Chaparral
Coello
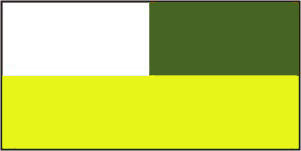
Coyaima
Cunday
Dolores
Espinal
Falan
Flandes
Fresno
Guamo
Herveo
Honda
Ibagué
Icononzo
Lérida
Líbano
Mariquita
Melgar
Murrilo
Natagaima
Ortega
Palocabildo
Piedras
Planadas
Prado
Purificación
Rioblanco
Roncesvalles
Rovira
Saldaña
San Antonio
San Luis
Santa Isabel
Suárez
Valle de San Juan
Venadillo
Villahermosa
Villarrica

## Valle del Cauca

Alcalá
Andalucía
Ansermanuevo
Argelia
Bolívar
Buenaventura
Buga
Bugalagrande
Caicedonia
Cali
Calima
Candelaria
Cartago
Dagua
El Águila
El Cairo
El Cerrito
El Dovio
Florida
Ginebra
Guacarí
Jamundí
La Cumbre
La Unión
La Victoria
Obando
Palmira
Pradera
Restrepo
Riofrío
Roldanillo
San Pedro
Sevilla
Toro
Trujillo
Tuluá
Ulloa
Versalles
Vijes
Yotoco
Yumbo
Zarzal

## Vaupés

Acaricuara
Carurú
Mitú
Pacoa
Papunahua
Taraira
Villa Fátima
Yavaraté

## Vichada

Cumaribo
La Primavera
Puerto Carreño
Santa Rosalía

## Hoofdstedelijk District

Bogota: Vlag

Andorra · Armenië · België · Bosnië en Herzegovina · Brazilië · Bulgarije · Canada · Chili · Colombia · Costa Rica · Denemarken · Duitsland · El Salvador · Estland · Frankrijk · Georgië · Indonesië · Italië · Kroatië · Letland · Liechtenstein · Litouwen · Luxemburg · Malta · Mexico · Montenegro · Nederland · Noord-Macedonië · Noorwegen · Oekraïne · Oostenrijk · Polen · Portugal · Roemenië · Rusland · San Marino · Servië · Slowakije · Spanje · Tsjechië · Venezuela · Verenigd Koninkrijk · Verenigde Staten · Wit-Rusland · Zimbabwe · Zwitserland
Historisch: België · Nederland
Zie ook: Vlaggenlijsten (per land) · Vlaggen van afhankelijke gebieden · Vlaggen van subnationale entiteiten (per land) · Lijst van vlaggen van hoofdsteden